# Quint Furi
Quint Furi (en llatí: Quintus Furius) va ser pontífex màxim de Roma l'any 449 aC.
Quan els plebeus van retornar a la ciutat després de la rebel·lió del mont Sagrat, Furi va dirigir les eleccions en les quals van ser escollits els primers tribuns de la plebs.